# خضراوات مجمدة

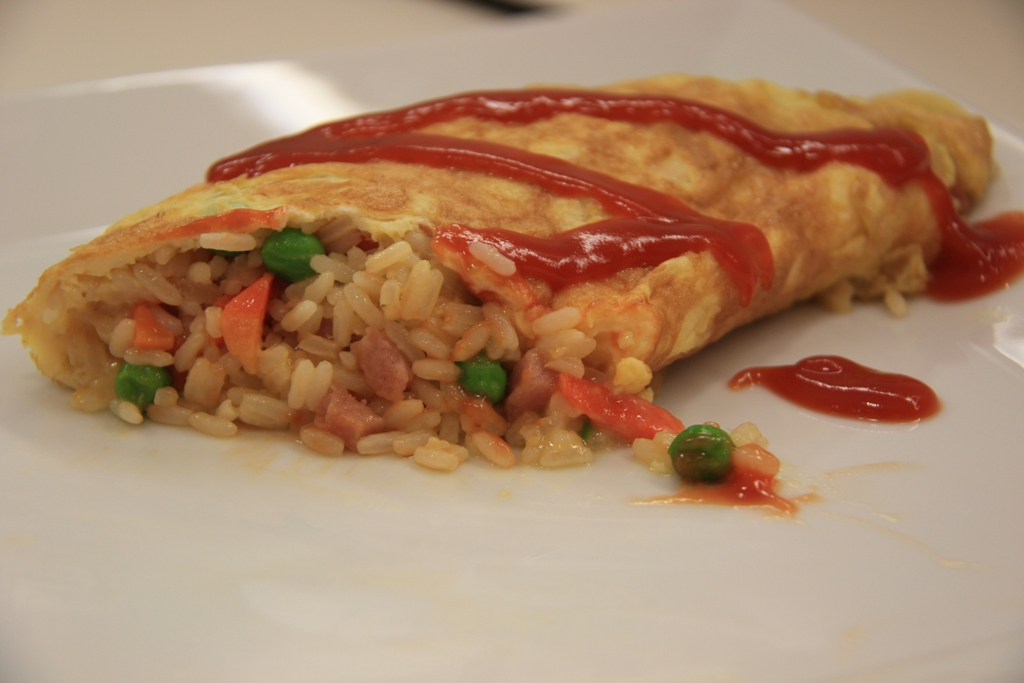

الخضراوات المجمدة هي خضراوات يتم تخفيض درجة حراراتها وحفظها في درجة حرارة أقل من الصفر بغرض التخزين والنقل (وغالبًا ما يتم تخزينها لمدة أطول من المدة التخزينية الطبيعية لها) وذلك حتى يحين آوان تناولها. ويجوز تعبئتها تجاريًا أو تجميدها بالمنزل. ويتم بيع كميات كبيرة من الخضراوات المجمدة بالسوبرماركت.
تتم تعبئة الخضراوات المجمدة في السوبرماركت في أكياس منفصلة أو ضمن مزيج من الخضراوات، مثل السبانخ والبروكلى والقرنبيط والبازلاء والذرة واليام (في آسيا). وهناك بعض الحالات التي يتم خلط الخضراوات المجمدة مع أنواع أخرى من الأطعمة مثل المعكرونة والجبنة.
من العلامات التجارية المشهورة بيردز أي (عين الطائر)، وسنبلة وجرين جاينت (العملاق الأخضر) بالإضافة إلى المنتجات التي تحمل العلامة التجارية لكل سوبرماركت.
للخضراوات المجمدة الخضراوات الطازجة في مزايا، حيث إنها تتوفر في الأوقات غير الموسمية لنظائرها الطازجة وتتميز بفترة صلاحية طويلة للغاية عند حفظها بالمجمد كما أنها في الغالب يتم تجهيزهم بطريقة تجعلها أسرع في الطبخ. وفي كثير من الأحيان تكون أكثر توفيرًا عند شرائها من نظائرها الطازجة.
يرجع تاريخ الفاكهة المجمدة إلى عصر أسرة لياو في الصين، حينما كانت القبائل الخيتانية في الإقليم الشمالي الشرقي من الصين تأكل الكمثرى المجمدة باعتبارها نوعًا من الأطعمة الشهية المعتادة.

## المزايا الصحية والمخاطر
بصفة عامة، فإن غلي الخضراوات يتسبب في فقدانها الفيتامينات. وعليه فإن عملية سلق الخضار (بلانشنج) ثم غسله بالماء المثلج له آثار مؤذية على بعض المغذيات وبشكل خاص قد يُفقد فيتامين سي وحمض الفوليك خلال العملية التجارية أو على سبيل المثال يفقد البروكلى كل مكوناته الغذائية القيمة خلال عملية التعليب والتجميد. كما أوضحت الدراسات أن فك تجميد الخضراوات المجمدة قبل الطهي يعجل بفقدان فيتامين سى.
لسنوات طولية كان هناك جدال دائر عن كون الخضراوات المجمدة أفضل أم أسوأ من الطازجة. وبوجه عام تشير التقارير إلى أن الخضراوات المجمدة لها فوائد صحية مثل الخضراوات الطازجة.
دعمت دراسات في جامعة إلينوي وجامعة كاليفورنيا ودراسة نمساوية في 1997 و2007 و 2003 تباعًا أن المنتج المعلب أو المجمد لا يختلف في خصائصه المغذية وذلك لاحتوائه على الملح والشراب وغيرهما من النكهات بل لمحت إلى أن المنتج المعلب أو المجمد يحتوى على مغذيات أعلى؛ نظرًا لتلف المغذيات في المنتج الطازج بمعدل سريع جدًا.
تتميز الخضراوات المجمدة عن المعلبة أن كثير منها لا يُضاف إليه ملح أو يُضاف إليه القليل لأن عملية التجميد في حد ذاتها توقف النمو البكتيري. وعلى أي حال، فإن كثير من الخضراوات المعلبة التي لا تحتوي على صوديوم أو تحتوي على القليل منه أصبحت متاحة بينما كثير من الأنواع المجمدة يضاف إليها الملح لإضافة نكهة أكثر.
من ناحية أخرى، فإن هناك قدر من الخطورة عند تناول الخضراوات المجمدة التي لم يتم طهياها بشكل صحي. فعلى سبيل المثال، كشفت دراسة أسترالية عام 2007 أن الخضراوات المجمدة قد تحتوى على نوع من البكتيريا هو المتفطرة الطيرية النوعية نظيرة السلية والتي تقاوم البرد الشديد والحرارة العالية.